# Pfarrkirche Geiersberg

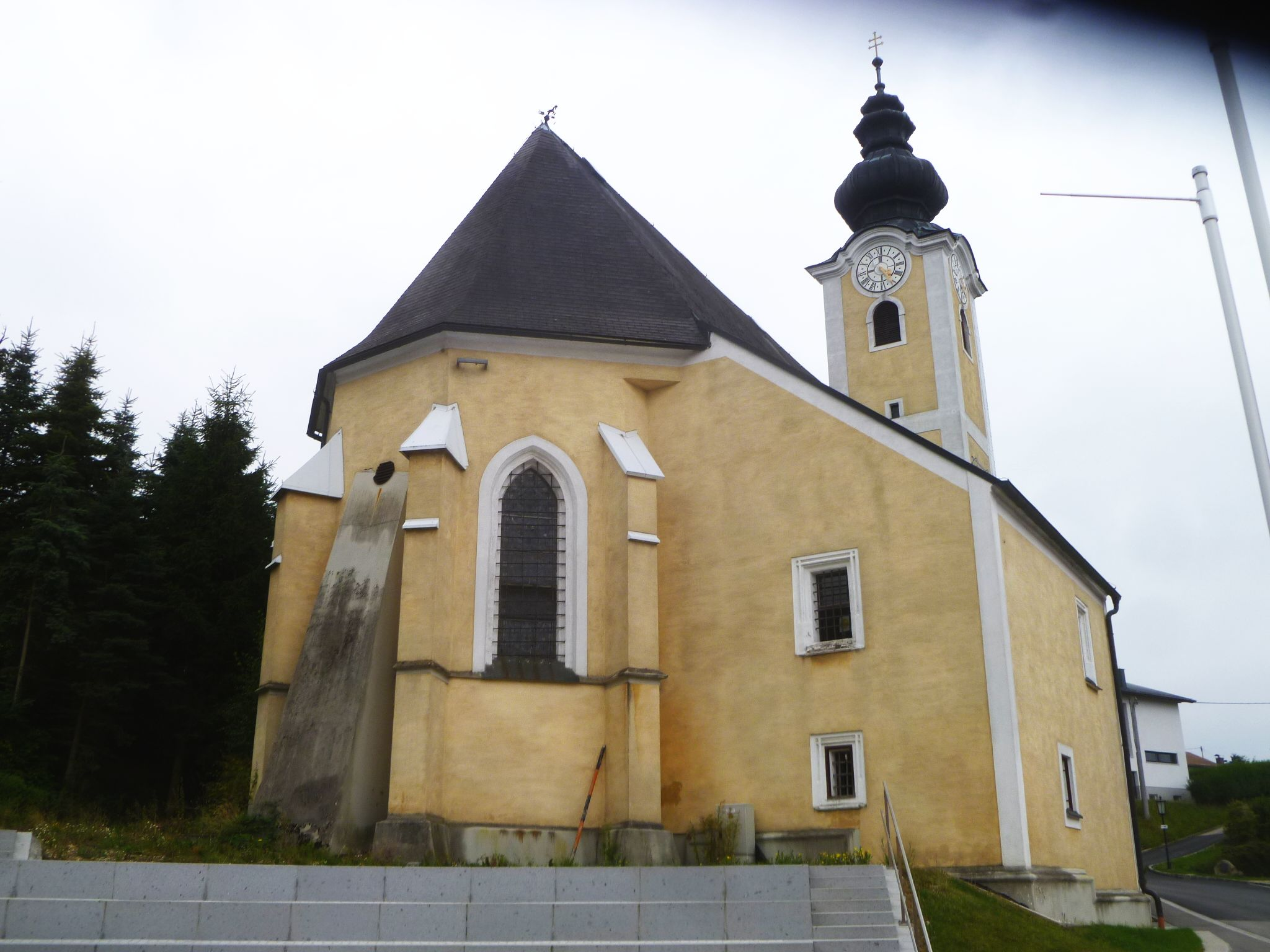
Pfarrkirche Mariä Himmelfahrt in Geiersberg

Die Pfarrkirche Geiersberg steht im Ort Geiersberg in der Gemeinde Geiersberg in Oberösterreich. Die römisch-katholische Pfarrkirche hl. Leonhard gehört zum Dekanat Ried im Innkreis in der Diözese Linz. Die Kirche steht unter Denkmalschutz.

## Geschichte
Von der 1450 urkundlich genannten Kirche sind das vermauerte Südportal, das Läuthaus des Turmes und die Sakristei unverändert erhalten. Die Kirche wurde 1653 barockisiert. 

## Architektur
An das einschiffige dreijochige platzlgewölbte Langhaus schließt ein einjochiger barock überwölbter Chor mit einem Dreiachtelschluss an. Im Chor ist eine kleine gotische Sakramentsnische. Das Nordportal des Langhauses hat an der Tür reiche gotische Schmiedeeisenbeschläge. Die Westempore ist dreiachsig. Der Westturm mit einem Läuthaus mit einem Sternrippengewölbe wurde 1737 barockisiert und ein barocker Zwiebelhelm aufgesetzt.

## Ausstattung
Den barocken Hochaltar schuf Georg Obermayr aus Passau. Die Engelsfiguren schuf Franz Schwanthaler (1733). Die Seitenaltäre sind neuromanisch. Die barocke Kanzel mit Statuen schuf Ludwig Vogl aus Ried (1657). An der Nordwand der Kirche befindet sich eine Muttergottesstatue mit Jesuskind von Bonaventura Schwanthaler (1701). Sie befand sich ursprünglich in der Brunnenkapelle neben der Kirche. Weiters gibt es die Figuren Leonhard und Antonius von Bonaventura Schwanthaler. Ein spätbarockes Kruzifix an der Südwand aus der Mitte des 18. Jahrhunderts ist aus der Schwanthaler-Werkstatt. Die Westempore trägt Figuren aus dem 17. und 18. Jahrhundert.
Eine Glocke goss Hans Krotentärfer (1512).